# EARLY WING
주식회사 EARLY WING는 성우 매니지먼트를 중심적인 업무로 하는 일본의 연예 기획사. 2009년 11월 설립.

## 소속 성우

### 남자
- 나루미 타카시
- 마에다 소마
- 마츠오카 마사노리
- 미야타 마사무네
- 사사 켄타
- 사사키 유스케
- 시라이 유스케
- 아베 다이키
- 아츠타 토모키
- 야노 료타
- 야마모토 카네히라
- 오오사카 료타
- 카네코 텟페이
- 키이 마사토시
- 테라이 토모유키
- 후쿠치 신타로

### 여자
- 나카무라 아츠키
- 모리시마 아리사
- 모모카와 리카
- 미즈노 마나비
- 사가미 카나
- 사사모토 나츠에
- 사쿠라기 아미사
- 사쿠라이 미키
- 시노나가 유리
- 시미즈 유미
- 아베 레이코
- 오오츠보 유카
- 요시오카 마야
- 우라베 마유코
- 이마이 아사미
- 이시가키 나츠미
- 카구라 사키
- 카사하라 아키라
- 코마츠 카오루
- 쿠와카도 소라
- 타카무라 아야카
- 토마루 치요
- 토미나가 요시에
- 토죠 히사코
- 후지모토 아야카

## 준소속 성우

### 남자
- 나리타 유우키
- 나카무라 카즈마
- 나카무라 히로시
- 누마자와 류이치로
- 마츠나가 카즈키
- 마츠다 유토
- 마츠오카 잇페이
- 마츠타니 나오키
- 사사키 쇼헤이
- 사카이 유타
- 스에나가 쇼
- 시라이시 토모키
- 안자이 쇼고
- 야나기사와 유스케
- 야마다 마사즈미
- 오가사와라 진
- 오가와 다이스케
- 오노 유야
- 오모토 유
- 와타나베 미츠루
- 이시즈 신노스케
- 이와나가 켄노스케
- 이와사키 키미야
- 이토 요시유키
- 차노키 타이가
- 카네코 쿄헤이
- 코바야시 타이가
- 키무라 요스케
- 타카하시 케이스케
- 토요하라 코우스케
- 하라다 준페이
- 호리고메 마나부

### 여자
- 나가노 유키
- 나카야마 요코
- 누마쿠라 하루카
- 마즈타니 유키
- 무라카미 쿠미코
- 미도 다리아
- 미요시 미유
- 미우라 마키코
- 사이가 유우
- 사이토 마나
- 사카타 아카네
- 사쿠마 에리
- 사토 하루카
- 스기타 하루카
- 시라사키 유이
- 아사미 하루나
- 아오야마 아야카
- 아카리 히토미
- 아키모토 미즈키
- 안도 미즈키
- 야나기하라 리카
- 야마시로 나나
- 야부키 마오
- 야스미 레이코
- 에구치 이쿠미
- 오사와 후카
- 오베 시오리
- 오키 나오미
- 오쿠무라 마유
- 와타나베 아리사
- 요시모토 미즈호
- 요시카와 사키
- 우치야마 츠카사
- 우타미 유키
- 우스이 유카
- 이시즈카 유리나
- 이즈미 사오리
- 이토 카나코
- 츠키야마 소노카
- 카데나 리나
- 카라이 모모코
- 카미오 나나코
- 카와노 사키
- 카츠마타 리카
- 카토 아츠코
- 코바야시 아야코
- 코시즈카 사에코
- 쿠로사와 아야카
- 키타도코로 레이
- 타무라 루나
- 타치바나 토모미
- 타카다 나나
- 타카이치 유키호
- 타케우치 아사미
- 토쿠노 아리사
- 하기와라 마유
- 하시무라 아유
- 하타케야마 사키
- 혼다 시오리
- 후쿠즈미 사야
- 후지사와 미나
- 히라노 에리카